# خاندان مظفری
خاندان مظفری یکی از خاندان‌های کهن و صاحب‌نام زنجان بوده که اصالت پدری انها سی سختی بوده است و اصالت  مادریشان از منطقه ای به اسم  آبپرده شیراز است.  
واز خاندان مظفری آپرده‌ای ۲۰ نفر باقی مانده است.

## نسب
خاندان مظفری نسب خود را به صدرالدین احمد خالد زنجانی، وزیر معروف دوره ایلخانی و از طریق او به خالد بن ولید می‌رساندند. امیرابراهیم‌خان مظفرالدوله، جد اعلای خاندان مظفری و از سرداران سپاه ایران در جنگ هرات بود. او در اواخر عمر به حکومت سیستان منصوب شد و قلعه ناصری را بنیان‌گذاشت که اکنون به شهر زابل تبدیل شده است. دوره حکومت او با سال‌های ضعف و افول ملوک نیمروز و سایر خانواده‌های سابقا قدرتمند سیستان مقارن بود. درباره این دوره نوشته‌اند:
«در سال ۱۲۸۳ مظفرالدوله حاکم سیستان شد و به بزرگان و امرای قدیمی دستور داد تا جمیع اسناد و نوشته‌های مختلف را برای داوری به نزد او بیاورند، ریش‌سفیدان، کدخدایان، میران، پاداران، اربابان، کلانتران و سران هر طایفه در ارائه و تسلیم این اسناد پیشدستی کردند و زمانی نگذشت که دسته‌ها و بسته‌ها و طومارها از این اسناد به دست مظفرالدوله افتاد، اما این حاکم دستور داد تا همگی را پاره کنند و به دست باد سپارند.»
مظفرالدوله داماد عبدالله میرزا و پدرزن میرزا ابوطالب زنجانی بود. از او سه پسر به نام‌های آقاخان (مظفرالدوله)، پاشاخان (مظفرالسلطنه) و رضاقلی‌خان (فخیم‌الدوله) باقی ماند. عاصم‌السلطنه، یکی از پسران آقاخان مظفرالدوله، مدتی به فرمانداری زنجان رسید. پاشاخان یکی از دختران امیراصلان خان مجدالدوله دایی ناصرالدین‌شاه را به همسری گرفت و رضاقلی‌خان از ازدواج با جمیله خانم دختر ذوالفقار خان اسعدالدوله صاحب دختری به نام قمرتاج‌خانم حجاب‌السلطنه شد که با اسعدالدوله ذوالفقاری ازدواج کرد.

## پس از مشروطه
خاندان مظفری پس از مشروطه به مرور املاک و ثروت خود را از دست داد و ذوالفقاری‌ها جایگزین آنان شدند.